# جورج مفريكوس

## سيرة شخصية[2]
-	مسقط رأس السيد / جورج مفريكوس جزيرة اسكايروس في شمال بحر ايجه وتعداد سكان الجزيرة 2000 مواطن. وكان ابويه مزارعين وعاش في الجزيرة حتى بلوغه خمسه عشر عاما بالتحديد من (1950 وحتى 1965) ثم انتقل إلى اثينا.
-	انخرط في الحركة العماليه منذ أيام دراسته بالمدرسة
-	وخلال الحكم الدكتاتورى باليونان والذي دام سبع أعوام منذ (1967 وحتى 1974) تم طرده من عمله في مصانع النسيج نظرا لنشاطه النقابي والسياسي. كما انه شارك في نوفمبر 1973 في انتفاضه العلوم التطبيقية التي قام بها الطلاب ضد الدكتاتورية والتي قتل فيها حوالى 27 مناضل ببنادق الجيش والشرطة وتم اعتقاله من جانب قوات الشرطة.
-	ثم عمل لمدة أربعة عشر عاما في مصنع كبير للميكنة الزراعية وهناك تم انتخابه كرئيس للجنة النقابية بالمصنع. 
-	خلال الفترة من (1985 وحتى 1986) درس في كليه العلوم السياسية والاجتماعية بموسكو.
-	تقلد منصب عضوا في الصندوق الاجتماعى الاوروبى بالاتحاد الاوروبى ممثلا عن الاتحاد اليونانى للشغل (GSEE) 
-	منذ عام 1993 وحتى 1998 تم انتخابه ليشغل منصب الامين العام للاتحاد اليوناني للشغل كما شغل أيضا رئيس معهد دراسات الحركة النقابية اليونانية ((ARISTORS
-	وفي خلال الفترة من (1999 وحتى 2007) شغل منصب رئيس اتحاد عمال اليونان ((PAMI (الجبهة العماليه المناضلة) وذلك تقديرا لجهوده النقابيه والسياسيه في النضال العمالي ضد الحكومة وأصحاب الأعمال في مواقف متعدده.
-	بدأ جورج مفريكوس تاريخه النقابى بالحركة النقابيه اليونانية بدايه من القاعده العماليه اثناء عمله بالمصانع وكانت بدايته في الساحة الدوليه مماثله لبدايته في الحركة النقابيه القومية
-	كان أول اتصال له مع الاتحاد العالمى عام 1976 في صوفيا ببلغاريا وذلك اثناء اجتماع لقطاع المنتجات الزراعيه وفي عام 1983 حضر منتدى الاتحاد العالمى ببودابست في المجر.
-	وخلال الفترة من 1985 وحتى 1986 شارك في اجتماعات عديده للاتحاد العالمى بموسكو بالاتحاد السوفيتى.
-	في عام 1994 شارك في المؤتمر العام الثالث عشر للاتحاد العالمى والذي عقد في دمشق بسوريا والذي كان مؤتمرا هاما لمسار الاتحاد العالمى والحركة النقابيه الدولية النضالية.
-	وشارك عام 2000 في المؤتمر الرابع عشر للاتحاد العالمى والذي عقد في نيودلهى بالهند وهناك تم انتخابه ليشغل منصب نائب رئيس الاتحاد العالمى وسكرتير المكتب الاقليمى الاوروبى للاتحاد العالمى.
-	وفي المؤتمر الخامس عشر للاتحاد العالمى بهافانا في كوبا تم انتخابه ليشغل منصب الامين العام للاتحاد العالمى 
-	منذ عام 2007 وحتى 2013 تم انتخابه ليشغل منصب عضوا في البرلمان اليونانى مع الحزب الشيوعى في اليونان
-	وفي المؤتمر السادس عشر للاتحاد العالمى والذي عقد في اليونان تم أعاده انتخابه مرة أخرى لمنصب الامين العام للاتحاد العالمى
-	وكذلك تم انتخابه لشغل نفس المنصب في المؤتمر السابع عشر للاتحاد العالمى والذي عقد في ديربن بجنوب افريقيا العام الماضى أكتوبر 2016